# Blepharosis lamida
Blepharosis lamida là một loài bướm đêm trong họ Noctuidae.